# Alex Hill
Alexander „Alex“ Hill (* 19. April 1906 in Little Rock, Arkansas; † 1. Februar 1937 ebenda) war ein US-amerikanischer Jazz-Pianist und Arrangeur.

## Leben
Hill galt als Wunderkind am Piano, dessen Spiel er von seiner Mutter erlernte. Während seiner Studienjahre am Shorter College lernte er Alphonse Trent kennen, für den er als Arrangeur tätig wurde. Er graduierte 1922 und spielte dann in verschiedenen Territory Bands, wie der von Terrence Holder. Von 1924 bis 1926 leitete er ein eigenes Ensemble; 1926 arbeitete er bei Speed Webb; 1927 gehörte er Mutt Careys Jeffersonians und Paul Howards Quality Serenaders an.
Ende 1927 zog er nach Chicago und arbeitete dort als Arrangeur für die Melrose Music Publishing Company; daneben arrangierte er für das Carroll Dickerson Orchestra. 1928 spielte er bei Jimmy Wade, dann bei Junie Cobb, Jimmie Noone, Jabbo Smith (1929) und Sammy Stewart (1930). Im März 1929 nahm er unter eigenem Namen die Titel „Tack Head Blues“ und „Stompin  'em Down“ auf.

Während einer Tournee mit Stewart kam er 1930 nach New York City, wo er als Arrangeur für Paul Whiteman, Benny Carter, Claude Hopkins, Andy Kirk, Ina Ray Hutton, das Mills Blue Rhythm Band und Duke Ellington tätig wurde. Er arbeitete daneben auch für Louis Armstrongs Savoy Ballroom Five („Beau Koo Jack“, 1928), Fats Waller, Eddie Condon, Mezz Mezzrow und Willie Bryant sowie als Arrangeur für die Mills Music Company. Zusammen mit Fats Waller organisierte er in New York die Show  Hello 1931 und war Begleitmusiker für Adelaide Hall. 
Hill hatte dann noch 1935 eine eigene Formation, mit der auch Aufnahmen entstanden („Functionizin´“, „Ain't It Nice“); er löste die Gruppe aber nach Auftritten im Savoy Ballroom wieder auf, als er an Tuberkulose erkrankte. Er kehrte in seine Heimatstadt Little Rock zurück und starb dort 1937 im Alter von 30 Jahren. 
Nach Ansicht der Autoren John Jörgensen und Erik Wiedemann galt Hill als einer der begabtesten Arrangeure seiner Zeit, dessen Karriere jedoch vorzeitig endete. 
Rex Harris und Brian Rust bezeichneten ihn als einen der vergessenen Pianisten im Barrelhouse Pianostil, der jedoch im Chicago der 1920er und 1930er Jahre ein hohes Ansehen genoss.

## Diskographische Hinweise
- Alex Hill 1928–1934 (Timeless Records) mit Albert Wynn, Jimmy Wade, Jimmie Noone, Junie Cobb, Eddie Condon und The Hokum Trio und elf Titel als Bandleader.